# Kil
Kil er et byområde i Kils kommun i Värmlands län i Sverige. I 2010 var indbyggertallet 7.842.